# 米拉格罗斯
米拉格罗斯（西班牙語：Milagros），是西班牙卡斯蒂利亚-莱昂布尔戈斯省的一个市镇。总面积22平方公里，总人口463人（2001年），人口密度21人/平方公里。